# Pavel Fořt
Pour les articles homonymes, voir Fort.
Pavel Fořt est un footballeur tchèque à la retraite, né le 26 juin 1983 à Pilsen en Tchéquie.
Il commence sa carrière professionnelle dans sa ville natale, au Viktoria Plzeň, avant de rejoindre l'un des deux clubs de la capitale, le Slavia Prague, en 2003. Il rejoint ensuite la Ligue 1 française et le Toulouse FC le 10 janvier 2007.
Recruté pour être le complément en attaque de Johan Elmander, Pavel Fořt ne convainc pas durant ses six premiers mois au club en étant fantomatique sur le terrain et en ne marquant aucun but, ce qui amène le staff toulousain à douter sur son réel niveau de jeu.
Le 1er aout 2007, Pavel Fořt, est prêté au club de première division belge du FC Bruxelles. Il marque son premier but en Jupiler League dans la victoire 2-0 contre St. Trond lors de la septième journée.
De retour au Toulouse FC, Pavel Fořt jugé « indésirable » joue d'août à décembre 2008 avec l'équipe réserve CFA2 du TFC, son essai en Norvège n'ayant pas été concluant.
En janvier 2009, Pavel Fořt est prêté au Slavia Prague jusqu'à la fin de la saison, où il contribua à l'obtention du titre en marquant un doublé lors du dernier match.
Toujours indésirable de retour à Toulouse, en juillet 2009, il signe un contrat de 3 ans à Arminia Bielefeld.

## Palmarès
- Championnat de Tchéquie : 2009 et 2016
- Championnat de Slovaquie : 2014